# Karmeliterplatz (Mainz)

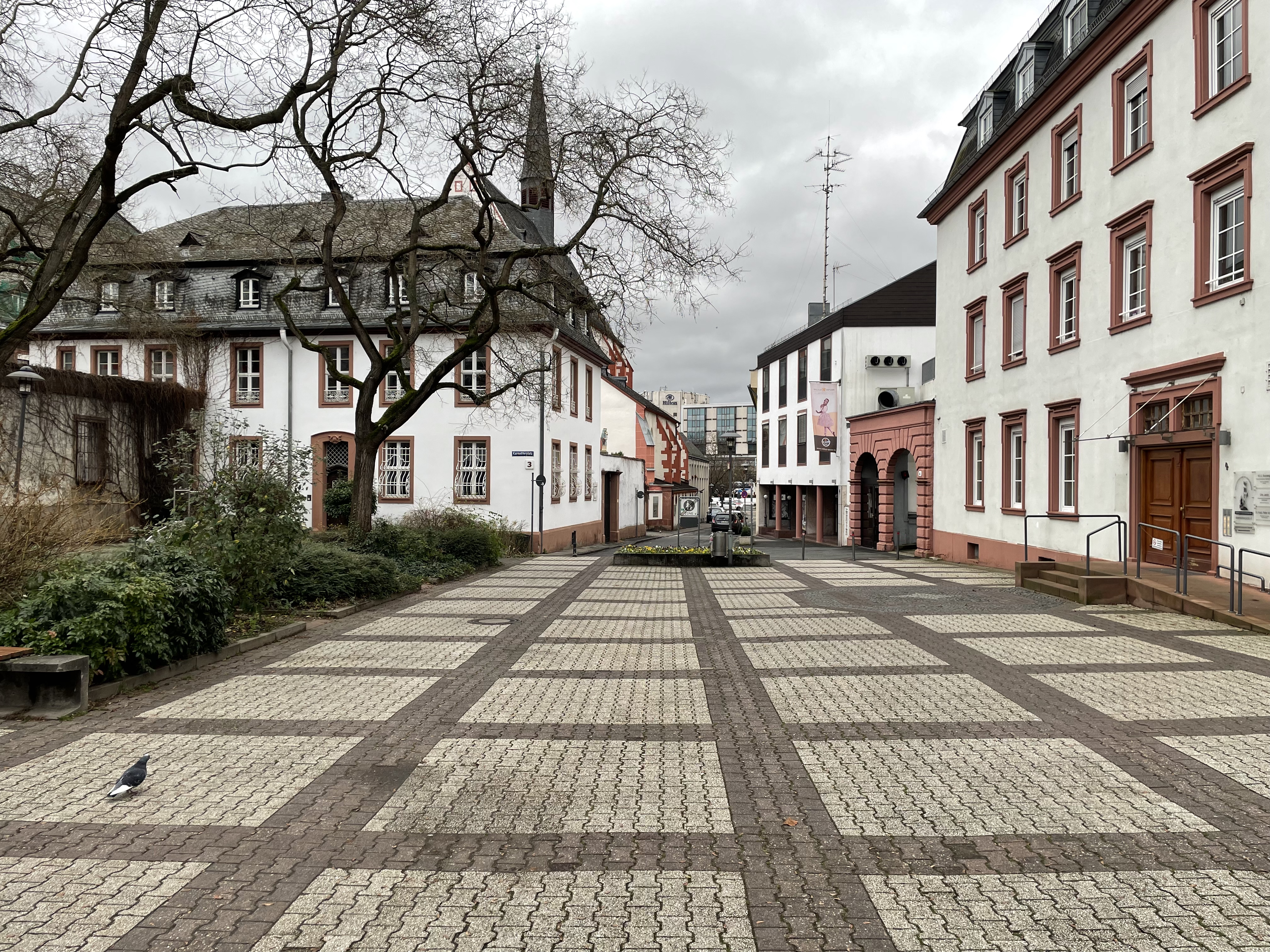
Karmeliterplatz Richtung Karmeliterstraße (2023), rechts der 1974/75 verändert wiederaufgebaute Walderdorffer Hof

Der Karmeliterplatz ist ein Platz in der Mainzer Altstadt. Er hat seinen Namen von der in unmittelbarer Nachbarschaft liegenden Karmeliterkirche.

## Lage und Umgebung
Der Karmeliterplatz liegt in der nördlichen Mainzer Altstadt, wenige Minuten fußläufig von der Rheingoldhalle und dem Rheinufer entfernt.

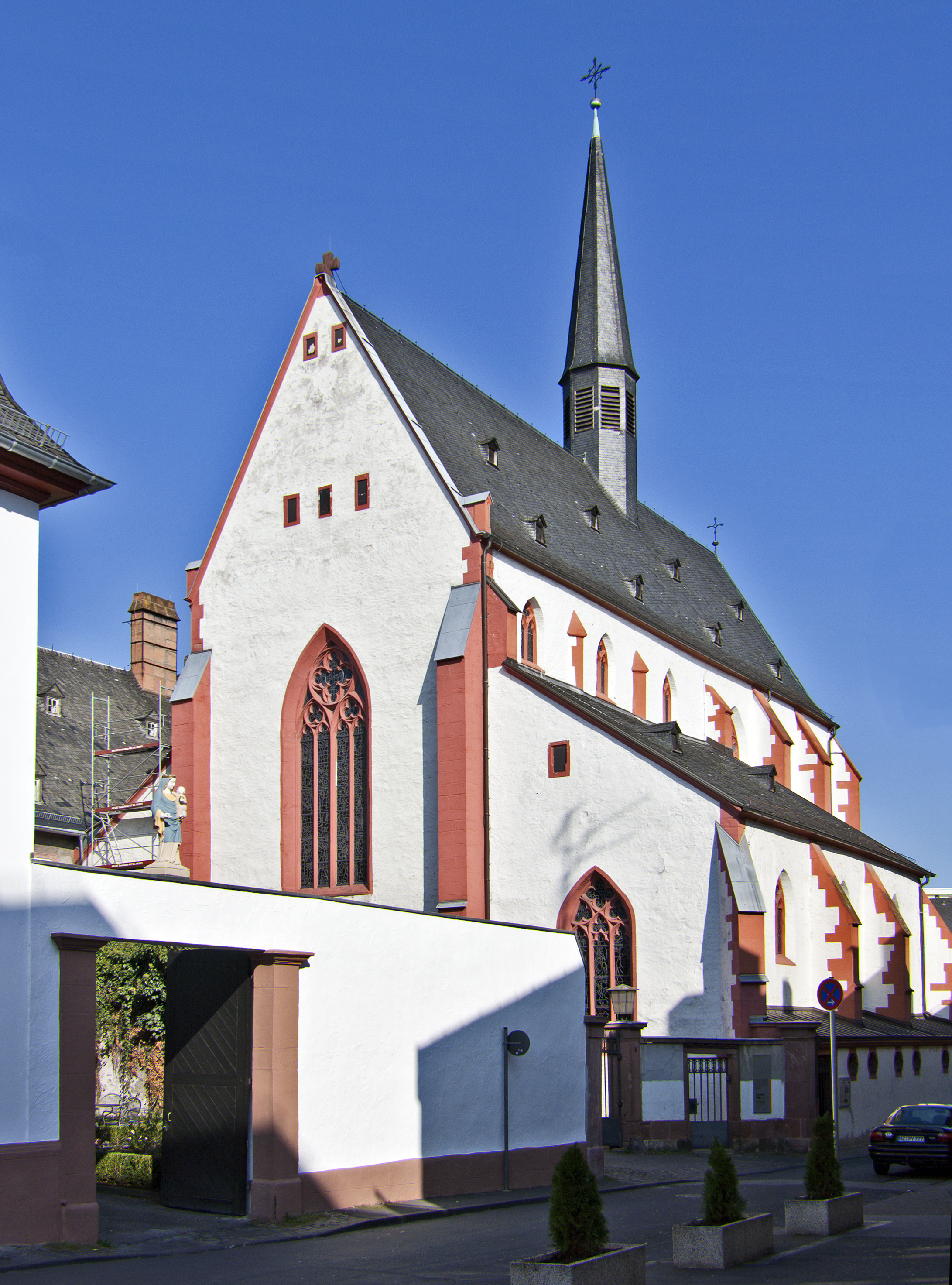
Karmeliterkirche

Östlich des Platzes befindet sich die namensgebende, denkmalgeschützte Karmeliterkirche, die im 14. Jahrhundert erbaut wurde und seit 1924 wieder von den Karmelitern verwendet wird. Südlich des Karmeliterplatzes befindet sich die Ruine der Kirche St. Christoph, in der Johannes Gutenberg getauft wurde.

## Kulturdenkmäler
Folgende Kulturdenkmäler befinden sich am Karmeliterplatz:
- Wohnhaus (erbaut 1950/1951), ursprünglich geplant für das Karmeliterkloster
- Madonnenstatue (erbaut Anfang des 18. Jahrhunderts, an Haus Karmeliterplatz 4)

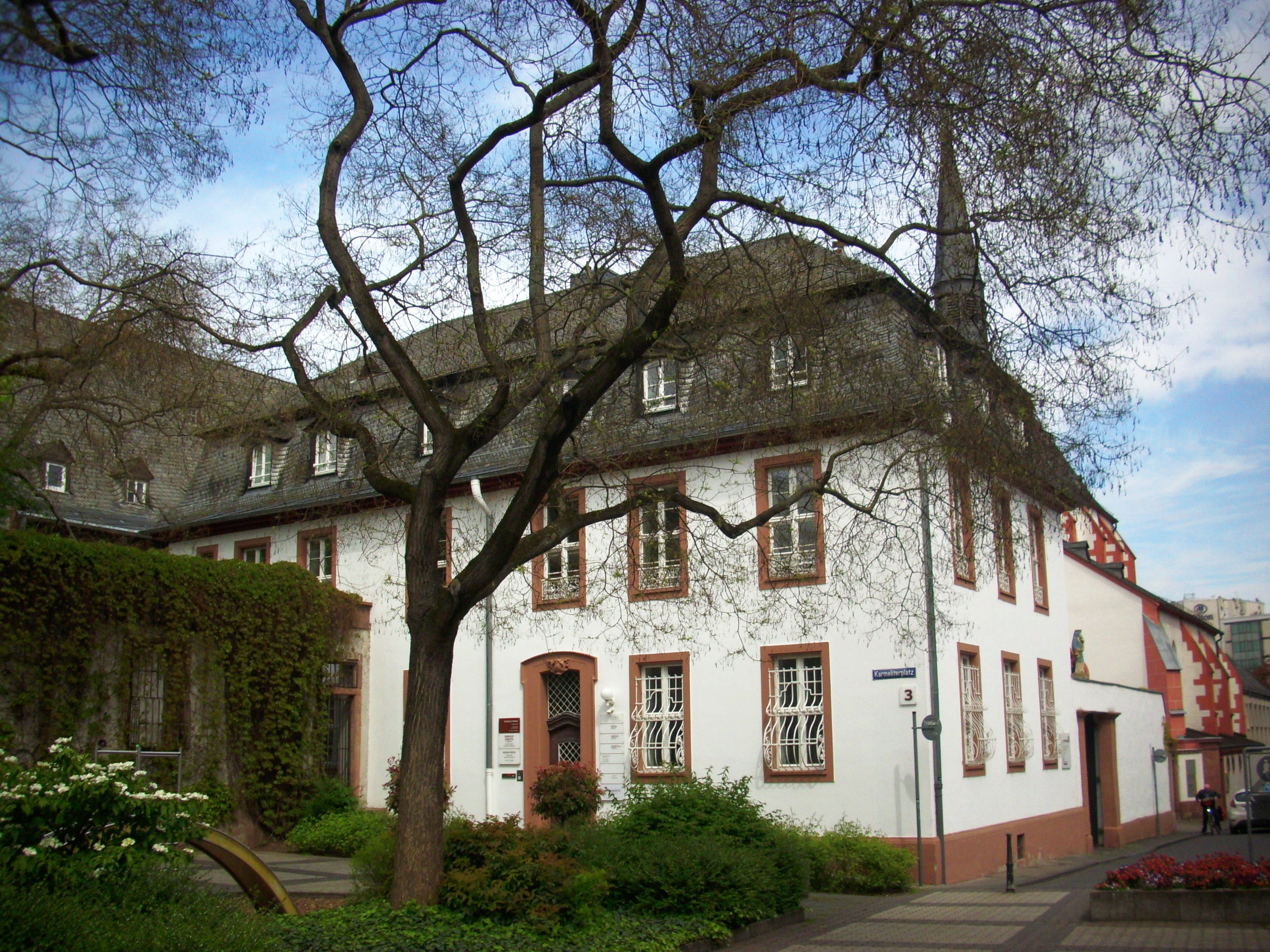
Wohnhaus
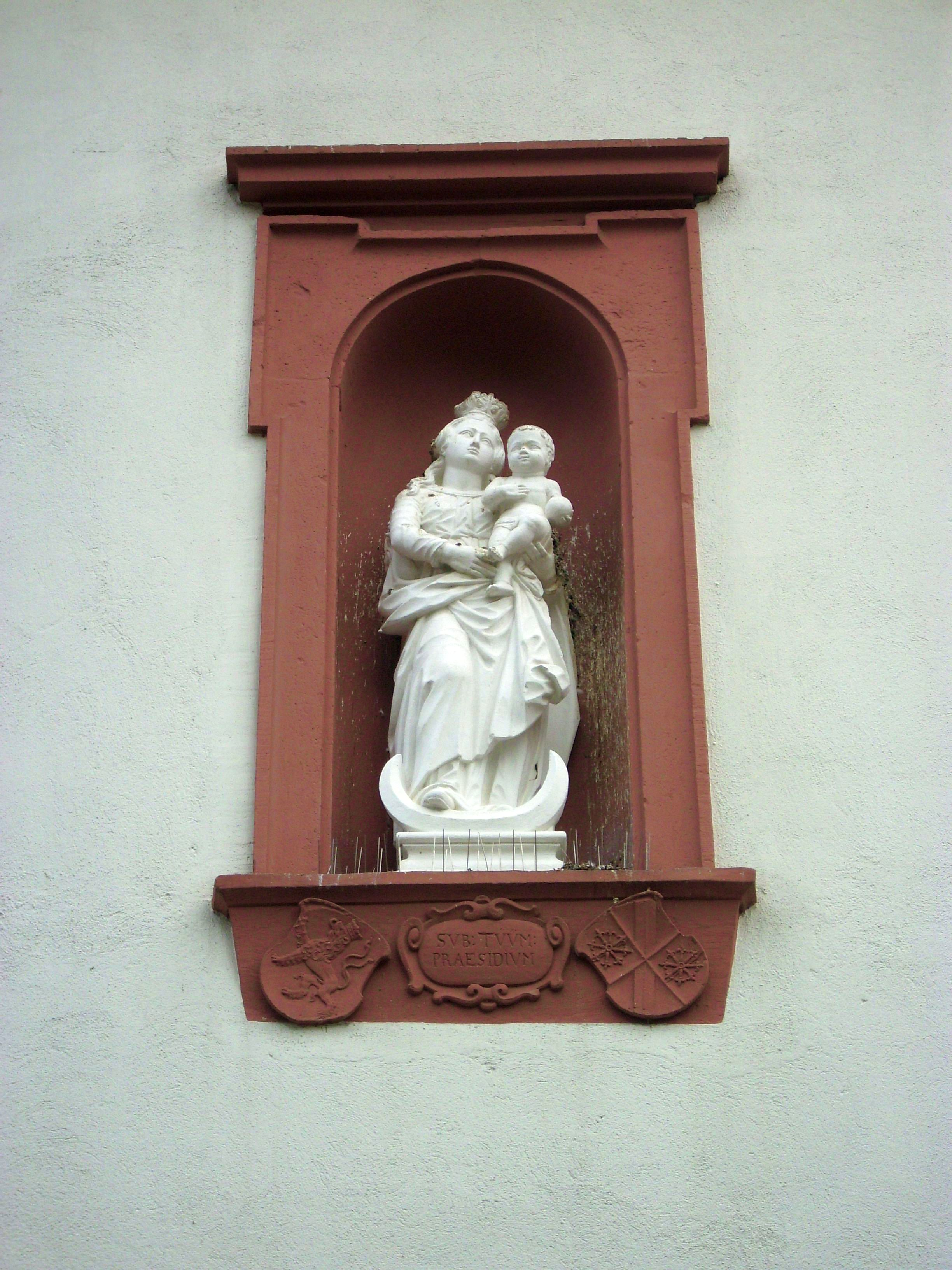
Barocke Madonnenstatue

## Verkehrsanbindung und regelmäßige Veranstaltungen
Im Rahmen der Veranstaltungsreihe Mainz lebt auf seinen Plätzen findet jeden Dienstag und Donnerstag im Juli und August eine Veranstaltung mit Livemusik auf dem Karmeliterplatz statt.
Wenige Fußminuten vom Platz entfernt befinden sich die Bushaltestellen Schusterstraße/Galeria Kaufhof und Rheingoldhalle/Rathaus, von denen sowohl der Hauptbahnhof als auch fast alle Mainzer Stadtteile per Direktverbindung erreichbar sind.